# Landrasse
Unter Landrassen oder Naturrassen versteht man üblicherweise Rassen von Haustieren oder Nutzpflanzen (dort häufig als Landsorte bezeichnet), die sich in einem Gebiet mit traditioneller Landwirtschaft ohne systematische Züchtung (siehe Tierzucht) gebildet haben. Landrassen zeichnen sich oft durch besondere Anpassungen an die Umweltverhältnisse des Entstehungsgebietes aus.
Landrassen stellen oft die Ausgangsbasis für die weitere Züchtung dar, wobei manchmal die ursprünglichen Namen beibehalten werden.
Ein Beispiel hierfür ist die Deutsche Landrasse, eine weit verbreitete Hausschweinrasse, die einer systematischen Zucht unterliegt, aber dennoch weiter diesen Namen trägt. Landrassen und Landsorten als Basis weiterer Züchtungen werden heute systematisch in Saatgutbibliotheken (Genbanken) gesammelt, wie zum Beispiel dem Welttreuhandfonds für Kulturpflanzenvielfalt. Im Nagoya-Protokoll und im Saatgutvertrag der FAO ist festgelegt, dass dann, wenn regionale Landrassen Ausgangsmaterial der Zucht sind, die Erzeuger dieser Landrassen an den Erträgen daraus beteiligt werden sollen (Access and Benefit Sharing).
Generell wird das Maß an züchterischer Bearbeitung einer Landrasse in der Literatur unterschiedlich beschrieben. So findet sich beispielsweise folgende Definition für die Botanik:

„Landrassen sind lokale Pflanzenpopulationen, die über Hunderte oder sogar Tausende von Jahren von Bauern gezüchtet wurden. Diese Populationen können über eine ganze geografische Region verteilt sein oder auch nur in einem bestimmten Tal oder Gebirge vorkommen. Jede Landrasse besitzt aufgrund der Zuchtwahl bestimmte Allele, die für gutes Gedeihen und eine erfolgreiche Reproduktion im jeweiligen Verbreitungsgebiet vorteilhaft sind.“

Im Handbuch der gesammten Hausthierzucht für Landwirthe von 1848 heißt es: 

„Die Gründung und Ausbildung, oder auch die Erhaltung der Stämme (oder wenn man lieber will: Rassen) und Schläge ist aber nicht abhängig von einem kürzern oder längern Aufenthalte dieser Thiere in einer besondern Gegend, Localität und Klima, sondern ist abhängig von der genauen Befolgung der richtigen Grundsätze der Zucht […]. Die Thiere einer Gegend dürfen nur dann ‚Landrasse‘ genannt werden, wenn sie zum selbstständigen Stamme (Rasse, Familie) herangebildet worden sind, […].“

Landrassen entstehen immer unter dem züchterischen Einfluss des Menschen (künstliche Selektion). Diese erfolgt aber in der Regel unbewusst und als Beiprodukt des Wirtschaftens. Die resultierenden Formen sind in der Regel an bestimmte Regionen und deren Lokalklima und Bodenverhältnisse gut angepasst mit relativ hoher Ertragssicherheit bei recht geringem Ressourceneinsatz. Ihr Ertragspotenzial ist aber gegenüber modernen Züchtungen nur mäßig bis gering.